# Albert William Atwater
Albert William Atwater, né le 19 mai 1856 à Montréal et mort le 2 novembre 1929 à Intra, est un avocat et homme politique québécois. Il a été bâtonnier du Québec.